# Engelbostel

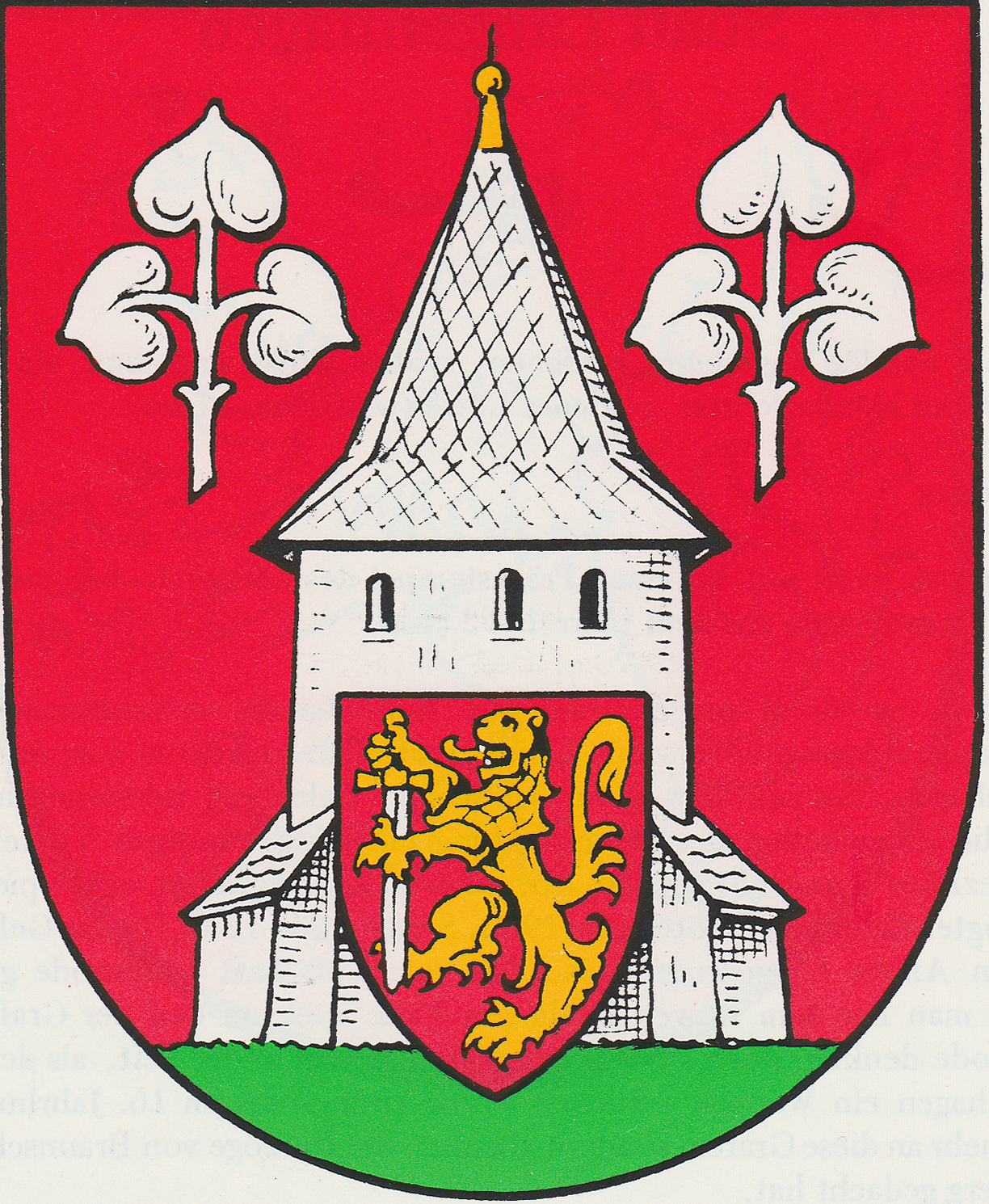
Engelbostels vapensköld

Engelbostel är en stadsdel till Langenhagen i Tyskland. Stadsdelen ligger direkt söder om Hannovers flygplats. Det bor 3200 personer i Engelbostel. Stadsdelen har en anslutningen till motorvägen A352.